# Мікулов
Міку́лов, Ні́кольсбург (чеськ. Mikulov [ˈmɪkulof], їд. ניקאלשבורג, колишній нім. Nikolsburg) — місто в Чехії в районі Бржецлав Південноморавського краю, поблизу Брно. Розташоване безпосередньо на кордоні з Нижньою Австрією, на австрійській стороні знаходиться селище Дразенхофен. Населення станом на 2005 рік становило 7 624 людини.

## Історія
Місто Нікольсбург було засновано 1410 року на місці поселення, закладеного 1279 року. 31 грудня 1621 року тут було укладено Мікулівську (Нікольсбурзьку) мирну угоду між угорським королем Габором Бетленом і Фердинандом II Габсбургом. Угорський король відмовлявся від корони, отримуючи частину Словаччини, Підкарпатської Русі й частину Північно-Східної Угорщини, а також герцогства Оппельн (Ополе) й Ратибор у Сілезії.
Первинно містом володів рід Ліхтенштейнів, а з XIX століття — Дитріхштейнів.
Місто Нікольсбург відоме також своєю єврейською громадою, яка відігравала важливу роль у єврейському житті Європи. З 1553 до 1573 рабином у Нікольсбурзі був ребе Льов, пізніше — рабин Праги, автор голема.
У 1836 році у Нікольсбурзькому гетто проживало 3 520 євреїв, працювало 12 синагог, тут був університет талмуду й центральний рабинат Моравії.
У 1866 році під час Австрійсько-пруссько-італійської війни у Нікольсбурзі 26 липня було укладено прелімінарний мир, за яким через деякий час було підписано Празьку мирну угоду.
До кінця Другої світової війни й наступної етнічної чистки німецькомовного населення, Нікольсбург був окружним містом (Kreisstadt) й центром округу Нікольсбург (Bezirk Nikolsburg), що включав до свого складу Eisgrub, Айсгруб, Лєдніце, Feldsberg, Фельдсберг, Вальтіце й десятки селищ. Після війни місто втратило адміністративний статус окружного центру, а сам округ було скасовано.
До 1938 року в місті було 8 000 жителів, з них 89 % німецькомовних (за даними перепису населення 1910 року 89 % населення Південної Моравії було німецькомовним, за рахунок міграції до 1930 співвідношення німецькомовного населення зменшилось до 65 %, але сам Нікольсубрг залишився німецькомовним містом). Нікольсбург як і вся Південна Моравія підпав під етнічну чистку у 1945 —1946 роках, більшість населення міста — понад 90 % — було позбавлено громадянських прав, будь-якої відповідальності, включаючи особисту (обмеження у 15 кг особистих речей, окрім посуду, годинників та коштовностей), частково знищено в ході виконання Декретів Бенеша. Прикордонний Мікулов став останньою «станцією» у Брюннському марші смерті. Нині, населення Мікулова складається із повоєнних чеських, моравських та словацьких переселенців та їхніх нащадків, хоча в реальності в окрузі живе, принаймні, 12 етнічних груп.
У 1948 році чисельність населення становила 5 200 чоловік, нових переселенців з Чехії, Моравії та Словаччини.
У 1938 році в Мікулові була громада з 472 євреїв. Лише 110 з них змогли поїхати перед голокостом, решта 327 євреїв було знищено.

## Населення
У таблиці, поданій нижче, євреї належать до німецькомовного населення, у XIX столітті їх число становило 3000—3600 чоловік.
| рік перепису | населення (чол.) | етнічна приналежність | етнічна приналежність | етнічна приналежність |
| рік перепису | населення (чол.) | німці та євреї        | чехи                  | інші                  |
| 1793         | 7440             | —                     | —                     | —                     |
| 1836         | 8421             | —                     | —                     | —                     |
| 1869         | 7173             | —                     | —                     | —                     |
| 1880         | 7642             | 7447                  | 144                   | 61                    |
| 1890         | 8210             | 8057                  | 79                    | 74                    |
| 1900         | 8092             | 7843                  | 170                   | 79                    |
| 1910         | 8043             | 7787                  | 189                   | 67                    |
| 1921         | 7699             | 6359                  | 626                   | 485                   |
| 1930         | 7790             | 6409                  | 898                   | 483                   |
| 1939         | 7886             | —                     | —                     | —                     |

## Пам'ятки
- Мікуловський замок родини Дитріхштайн
- Піаристський коледж

## Галерея

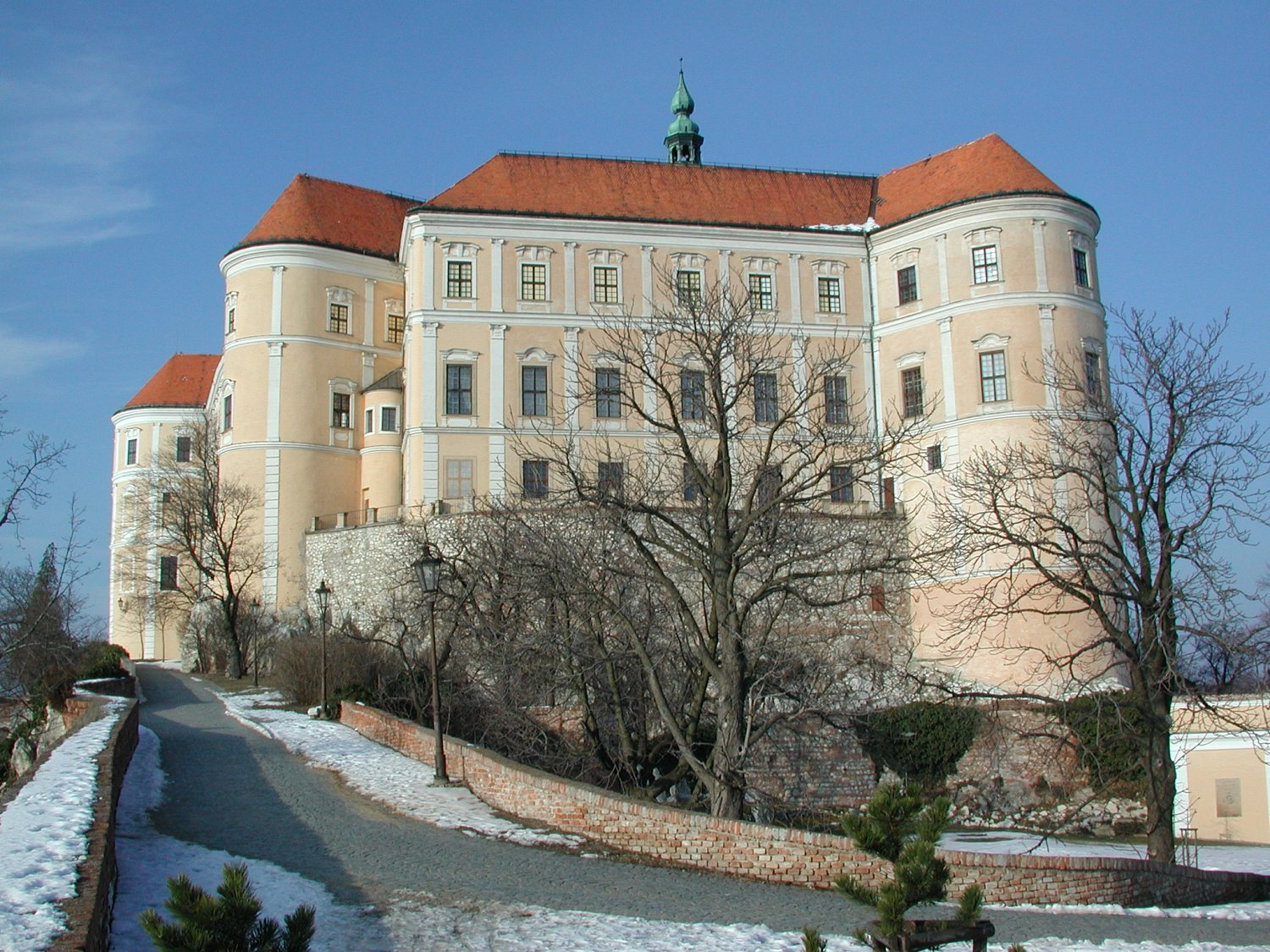
Замок Дитріхштайн
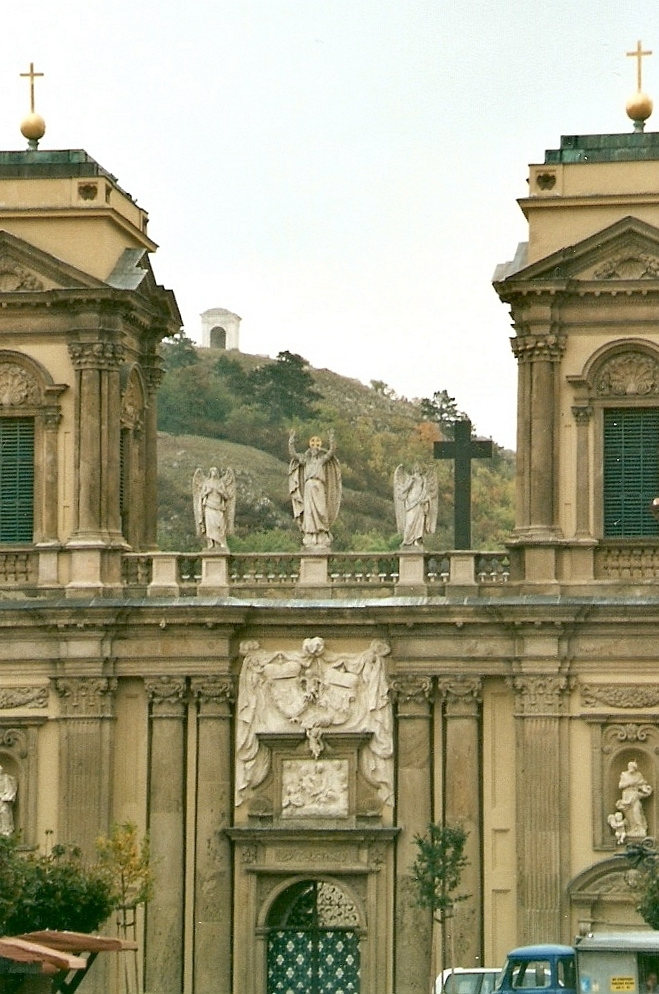
Гробниця Дитріхштайн
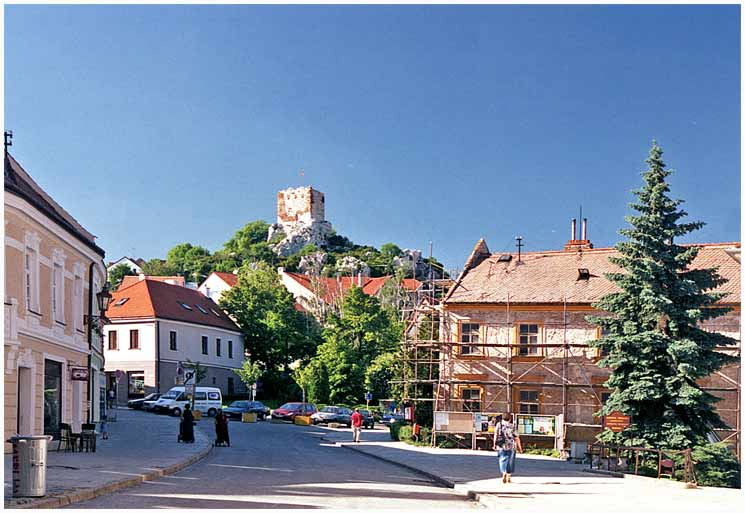
Козина Вежа
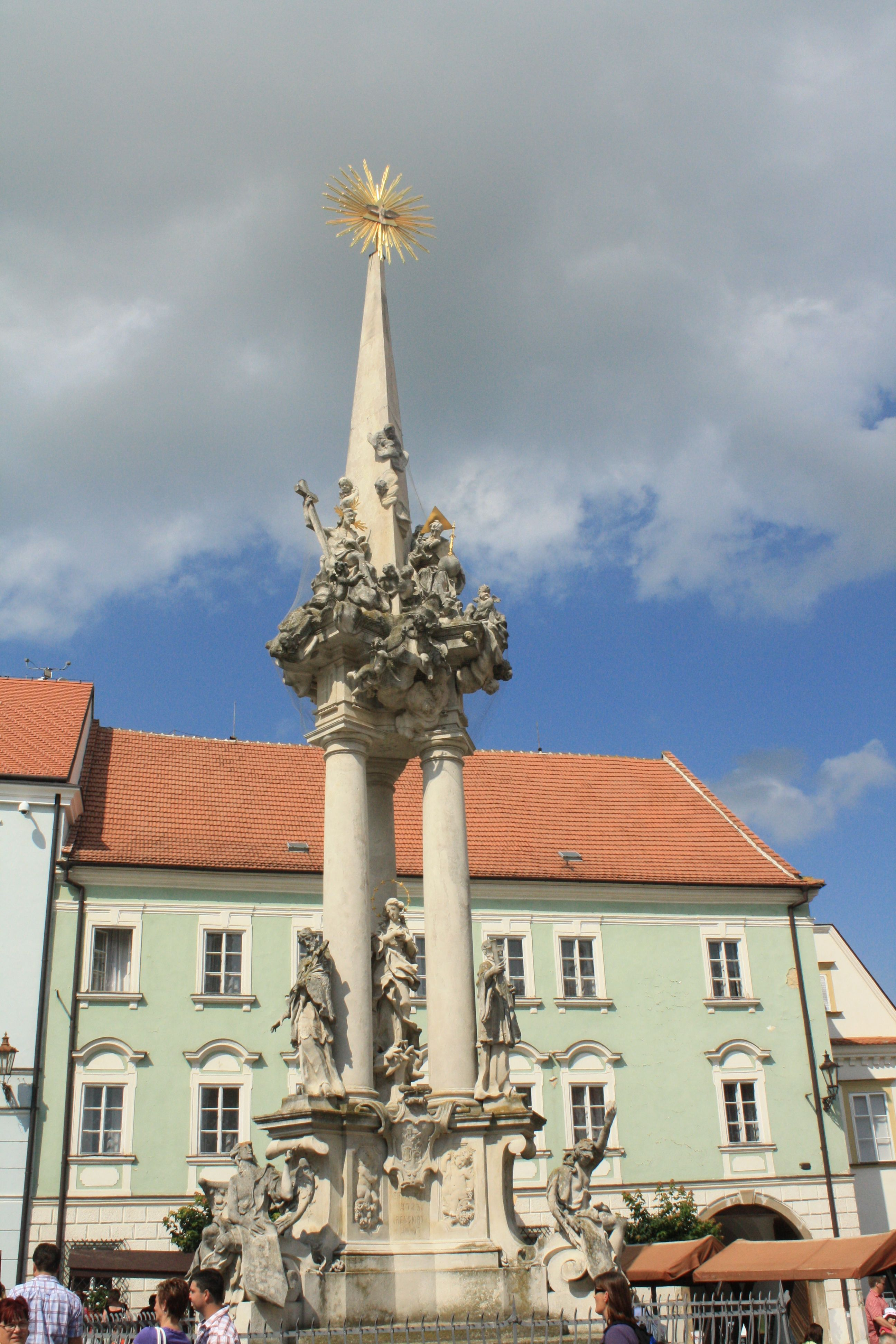
Чумна колона Св. Трійці
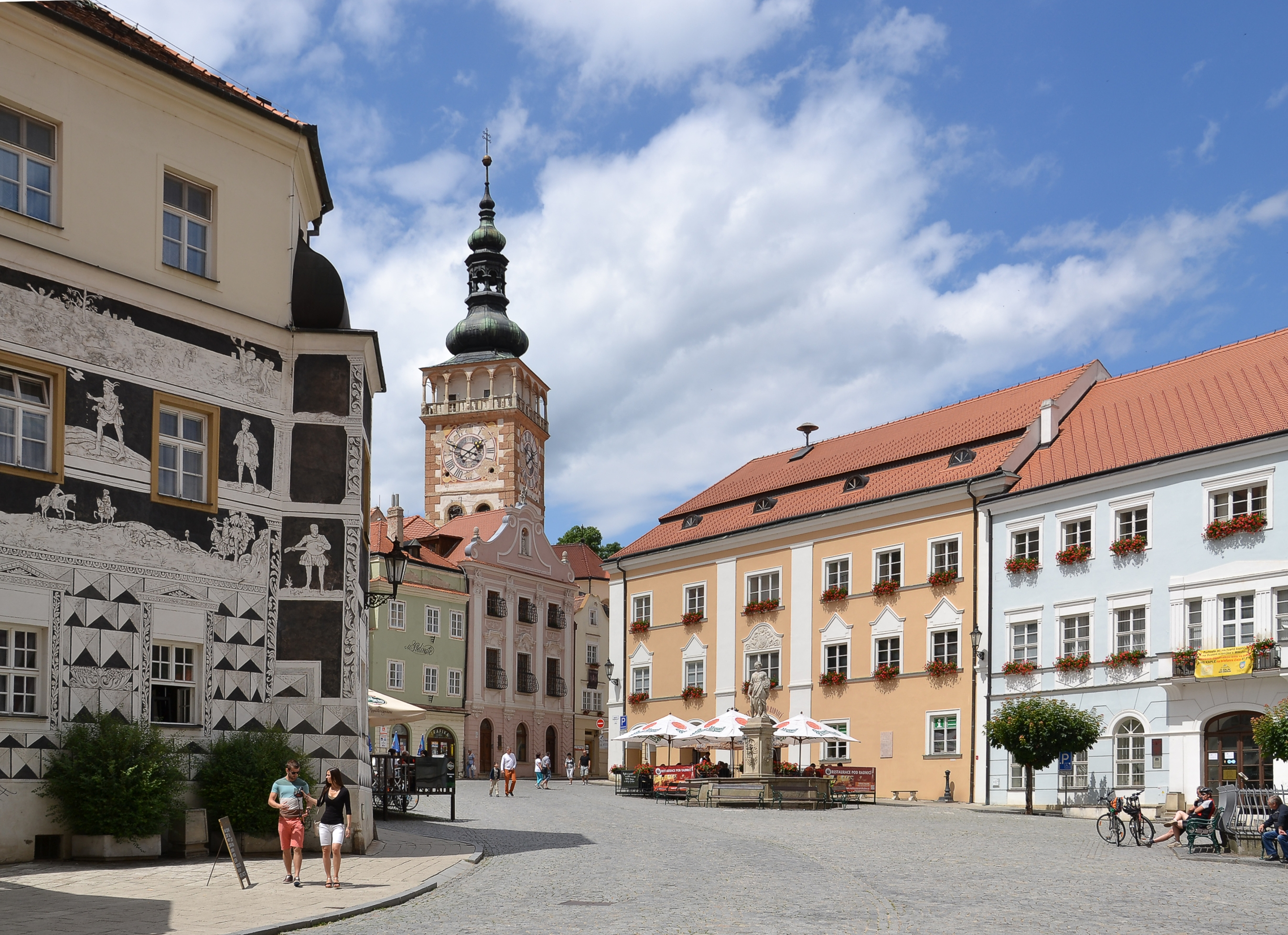
Лицарський дім і вежа Костелу Св. Вацлава
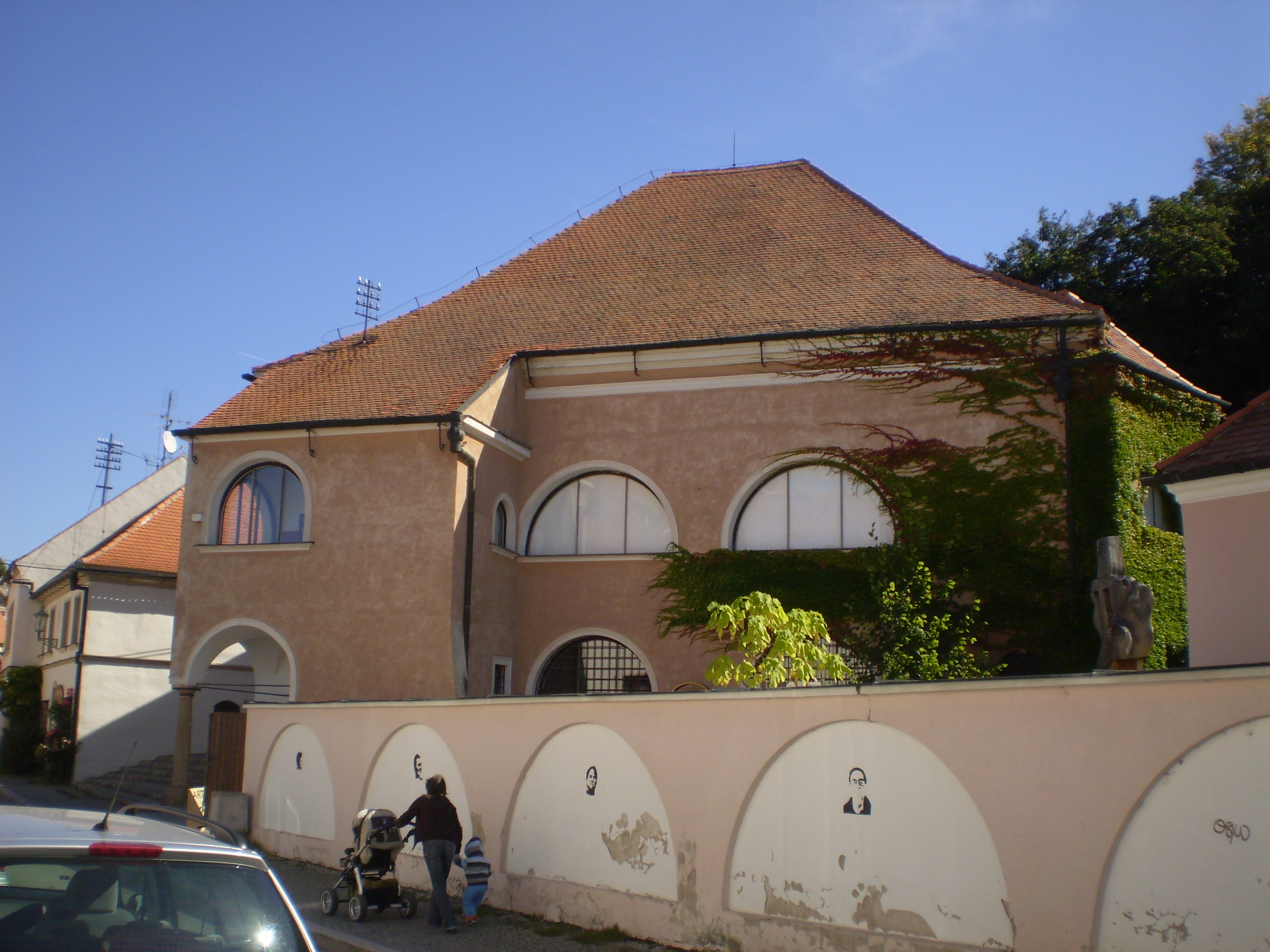
Синагога на Гусовій вулиці

## Див. так
Погоржеліце - місто в районі Брно-околиця